# Bulimulus nux
Bulimulus nux е вид охлюв от семейство Orthalicidae. Видът е застрашен от изчезване.

## Разпространение
Разпространен е в Еквадор (Галапагоски острови).